# メイクルーム
『メイクルーム』は、森川圭監督・脚本による2015年の日本のコメディ映画。以降のシリーズ作も本項で記述する。

## 製作
2013年12月、本作の撮影は2日間にわたって行われた。アダルトビデオの撮影現場での1日を描くという舞台設定により、短期間での撮影が可能となった。長回しが多く用いられた本作では、キャメラの位置を変えて同じ場面を幾度も撮り直すことがあり、主演の森田亜紀は「常に段取りに追われてリアルにパニックになりました」と述懐している。

## 上映
2015年4月27日、第17回ウディネ・ファーイースト映画祭にて上映された。日本では同年5月9日に一般公開された。

## あらすじ
都築恭子は、アダルトビデオの撮影現場で一度に5人の女優たちのメイクを担当することになった。
彫り物のせいで役柄が変更になってしまった佐藤シュガーや、売れないことを愚痴る霧崎早紀、恋人とのもめごとを抱えて遅刻してきた上にわがまま放題の綾瀬まさみ、一度は引退したものの訳ありで名前を変えて復帰したMasakoら、一癖ある女優たちに振り回される。
さらに今日がデビューの新人女優・とし子あらため「たか松子」が泣き出し、撮影は中断してしまう。

## キャスト
- 都築恭子 - 森田亜紀
- Masako - 栗林里莉
- 松子 - 川上奈々美
- まさみ - 伊東紅
- シュガー - 住吉真理子
- 早紀- 大迫可菜実
- 柴田明良
- 重松隆志
- 蒲公仁
- 那波隆史
- 佐藤仁
- 監督- 酒井健太郎
- 中原和宏

## 評価
2015年のゆうばり国際ファンタスティック映画祭にて、オフシアター・コンペティション部門のグランプリを受賞した。
マーク・シリングは、「日本のセックス産業の暗い側面を和らげたり隠したりしている点は批判の余地があるが、快活なユーモアと苦労して得られた洞察とをともなって、そこで働く者たちの人間的な姿が描かれている」と述べて、本作に5つ星満点の3.5つ星を与えた。

## メイクルーム2
2016年には本作の4ヵ月後を描いた続編の『メイクルーム2』が公開された。平嶋夏海がアイドルから転身した新人AV女優を演ずる。9月24日公開。

### キャスト（メイクルーム2）
- 都築恭子 - 森田亜紀[8]
- ひととせ真理子 - 平嶋夏海
- Masako - 栗林里莉
- 松子 - 川上奈々美
- まさみ - 伊東紅
- 住吉真理子
- 中原和宏

### スタッフ（メイクルーム2）
- 監督・脚本・編集：森川圭
- エンディング曲：「未完成ピエロ」川上奈々美
  - 作詞：nanami&kataru&atsushi 作曲：KATARU
- プロデューサー：森岡利行・中村裕美
- 撮影：釘宮慎治
- 照明：田辺 浩
- 録音：弥栄裕樹
- 美術：加藤ちか
- 音楽：Yuka(Les.R)
- アシスタントプロデューサー：高橋麻衣子
- 協力：空乃雲之
- 企画・製作：ストレイドッグプロモーション
- 配給：キャンター

## 残念なアイドルはゾンビメイクがよく似合う
2019年8月「夏のホラー秘宝まつり2019」の1本として新作『残念なアイドルはゾンビメイクがよく似合う』の公開が発表。公開決定前の仮タイトルは『メイクルーム3』。AV撮影現場のメイクルームを舞台にした前2作と異なり、アイドル主演のホラー映画を舞台にする。振り回されるメイク役には森田亜紀が続投。監督も引き続き森川圭が務める。

### キャスト（残念なアイドルはゾンビメイクがよく似合う）
- 都築恭子 - 森田亜紀
- ミサキ　-階戸瑠李
- サナエ　-門前亜里
- サエコ　-梅村結衣
- 円谷優希
- 白石彩妃
- 藤井奈々
- 倖田李梨
- アイリ